# Brachycara latifrons
Brachycara latifrons är en tvåvingeart som beskrevs av James 1960. Brachycara latifrons ingår i släktet Brachycara och familjen vapenflugor. Inga underarter finns listade i Catalogue of Life.